# Iuri Starunski
Iuri Starunski   (Kíiv, 17 d'abril de 1945 - Moscou, 24 de desembre de 2010) fou un jugador de voleibol rus que va competir sota bandera de la Unió Soviètica durant les dècades de 1960 i 1970.
El 1972 va prendre part en els Jocs Olímpics de Múnic, on guanyà la medalla de bronze en la competició de voleibol. Quatre anys més tard, als Jocs de Mont-real, guanyà la medalla de plata en la mateixa competició.
En el seu palmarès també destaca una medalla de plata al Campionat del Món de voleibol de 1974, així com dues medalles d'or al Campionat d'Europa de voleibol, el 1971 i 1975.
A nivell de clubs jugà al SKA de Kíiv (fins al 1970) i al CSKA de Moscou (1970-1982), amb qui guanyà tretze lligues soviètiques (1970-1982) i cinc edicions de la Copa d'Europa (1973, 1974, 1975, 1977 i 1982). Un cop retirat passà a exercir d'entrenador en diferents equips soviètics.